# Crax blumenbachii
El paujil piquirrojo, muitú mamaco, muitú pico rojo, hoco piguirojo o pavón piquirrojo (Crax blumenbachii) es una especie de ave galliforme de la familia Cracidae  que se encuentra en áreas restringidas al sudeste de Brasil, en bosques o cerca de cursos de agua, entre Salvador de Bahía y Río de Janeiro. No se conocen subespecies.

## Características
Mide en promedio 84 cm de longitud. Se caracteriza por su prolongada cresta. El macho tiene pico con cera y protuberancia rojas; iris castaño; plumaje negro, con vientre blanco. La hembra con cera y base del pico grises; iris anaranjado; plumaje negro y vientre castaño.

## Historia natural
Se alimenta en los árboles o el suelo, de frutos, semillas, hojas y pequeños invertebrados. Anidan en la parte media de los árboles y el periodo de incubación de los huevos es de 28 días. Está en peligro por la destrucción o fragmentación de su hábitat.